# لیزید سنجاق
لیزید سنجاق (انگلیسی: Liazid Sandjak؛ زادهٔ ۱۱ سپتامبر ۱۹۶۶) بازیکن فوتبال اهل الجزایر بود.
از باشگاه‌هایی که در آن بازی کرده‌است می‌توان به باشگاه فوتبال نیس، باشگاه فوتبال سن-اتین، و باشگاه فوتبال پاری سن ژرمن اشاره کرد.
وی همچنین در تیم ملی فوتبال الجزایر بازی کرده‌است.